# Bannisteriet
Het mineraal bannisteriet is een kalium-calcium-mangaan-ijzer-zink-magnesium-aluminium-silicaat, een verbinding van silicaationen met kalium, calcium, mangaan, ijzer, zink, magnesium, aluminium en 16 hydroxylgroepen met de molecuulformule KCa(Mn,Fe2+,Zn,Mg)21(Si,Al)32O76(OH)16·4-12(H2O). Het is een fylosilicaat, is een gehydrateerd mineraal en het behoort tot de mica's. Het mineraal is naar de voormalige conservator van het British Museum of Natural History genoemd, FA Bannister, verantwoordelijk voor het beheer van de mineralen.
Het is doorschijnend, het is donkerbruin tot zwart en het heeft een harsglans. Het heeft een monoklien kristalstelsel en een perfecte splijting volgens het kristalvlak [001]. De massadichtheid is 2,83 kg/l en de hardheid is 4. De radioactiviteit is nauwelijks meetbaar.
Bannisteriet is een zeldzame mica die in ertsafzettingen wordt gevormd die metamorf zijn met mangaan en zink. De typelocatie is de Banallt-mijn in Wales, waar het in 1968 werd ontdekt. Het mineraal wordt verder onder andere in Lindesberg in Zweden gevonden en in Broken Hill in Australië.

## Websites
- Bannisterite Mineral Data
- mindat.org. Bannisterite